# Langerscher Balken
Als Langerscher Balken wird eine in sich verankerte Bogenbrücke bezeichnet. Die Konstruktionsart, auch Stabbogenbrücke oder verstärkter Balken genannt, wurde von dem Österreicher Josef Langer erfunden und 1859 in Wien patentiert. Sie wurde erstmals 1881 bei der Ferdinandsbrücke über die Mur in Graz angewendet.
Der Langersche Balken, dessen Tragwirkung auf dem Prinzip der Bogenbrücke beruht und der nur vertikale Hänger oder Stäbe hat, ist zu unterscheiden vom ähnlich aussehenden Parabelträger, der regelmäßig diagonale Streben hat und dessen Tragwirkung auf dem Prinzip eines Fachwerkbalkens beruht.

## Konstruktionsbeschreibung

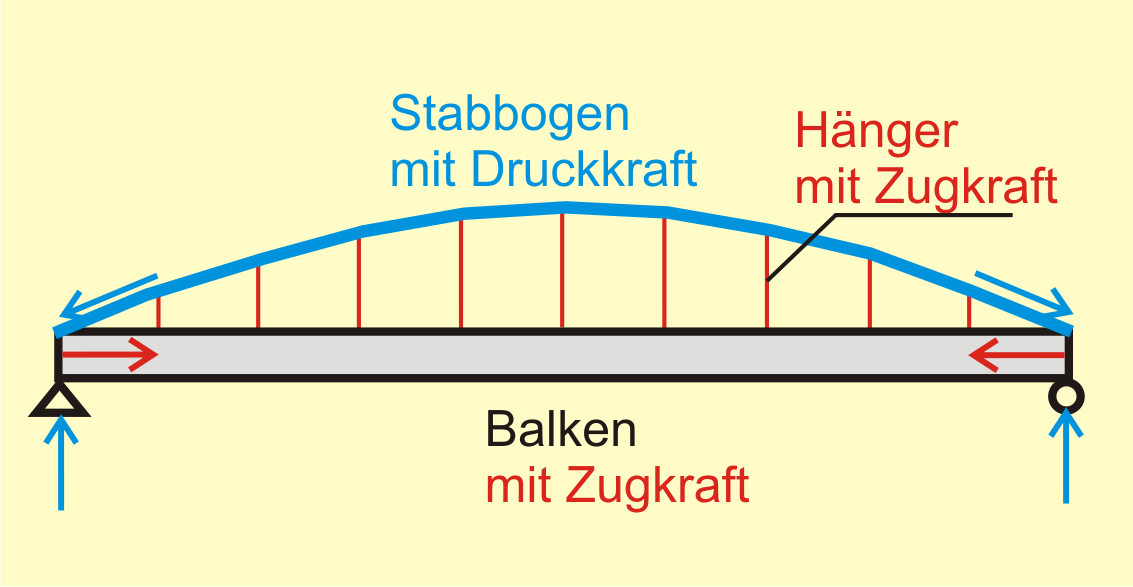
Tragwirkung des Langerschen Balkens unter Eigengewicht

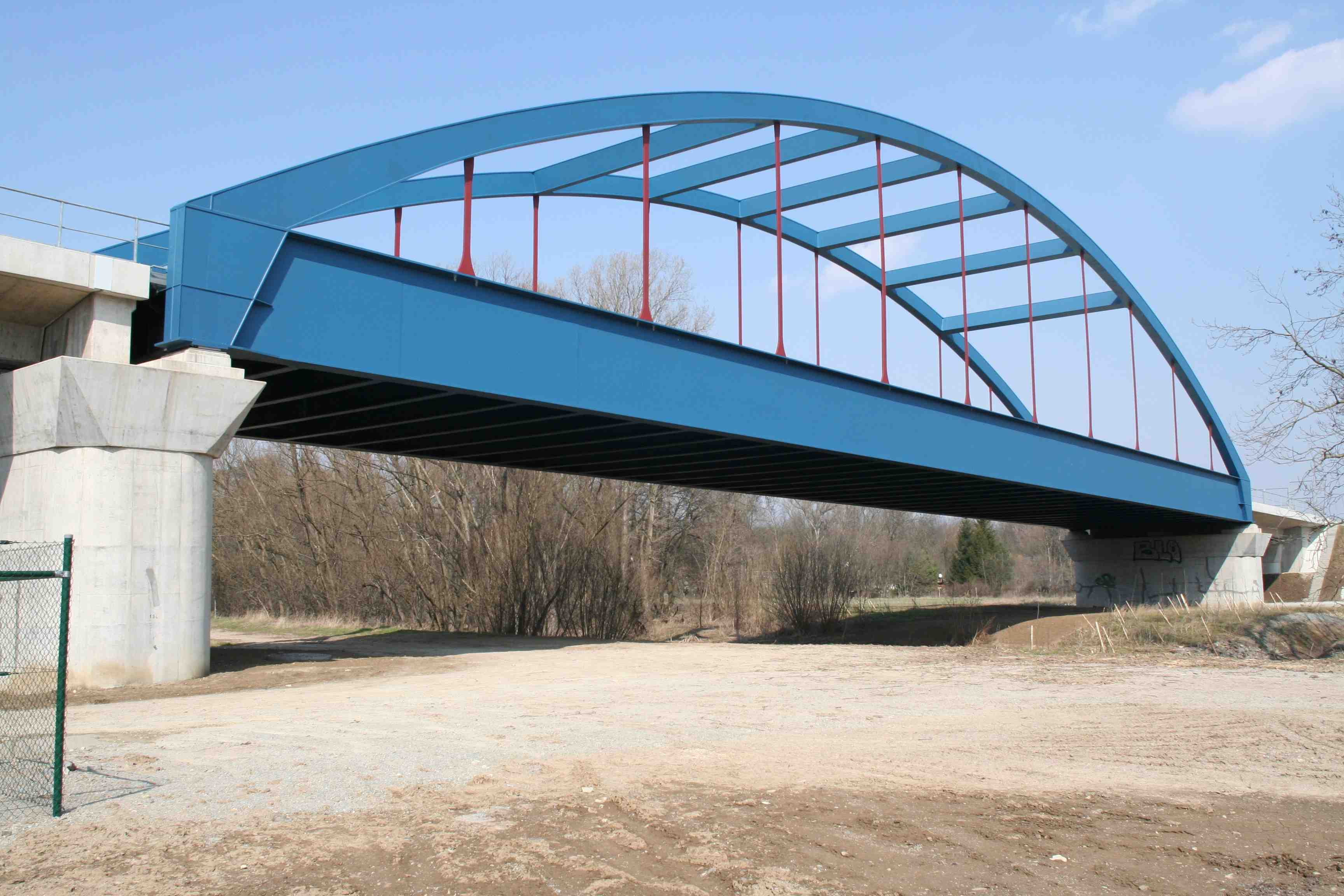
Geratalbrücke Bischleben

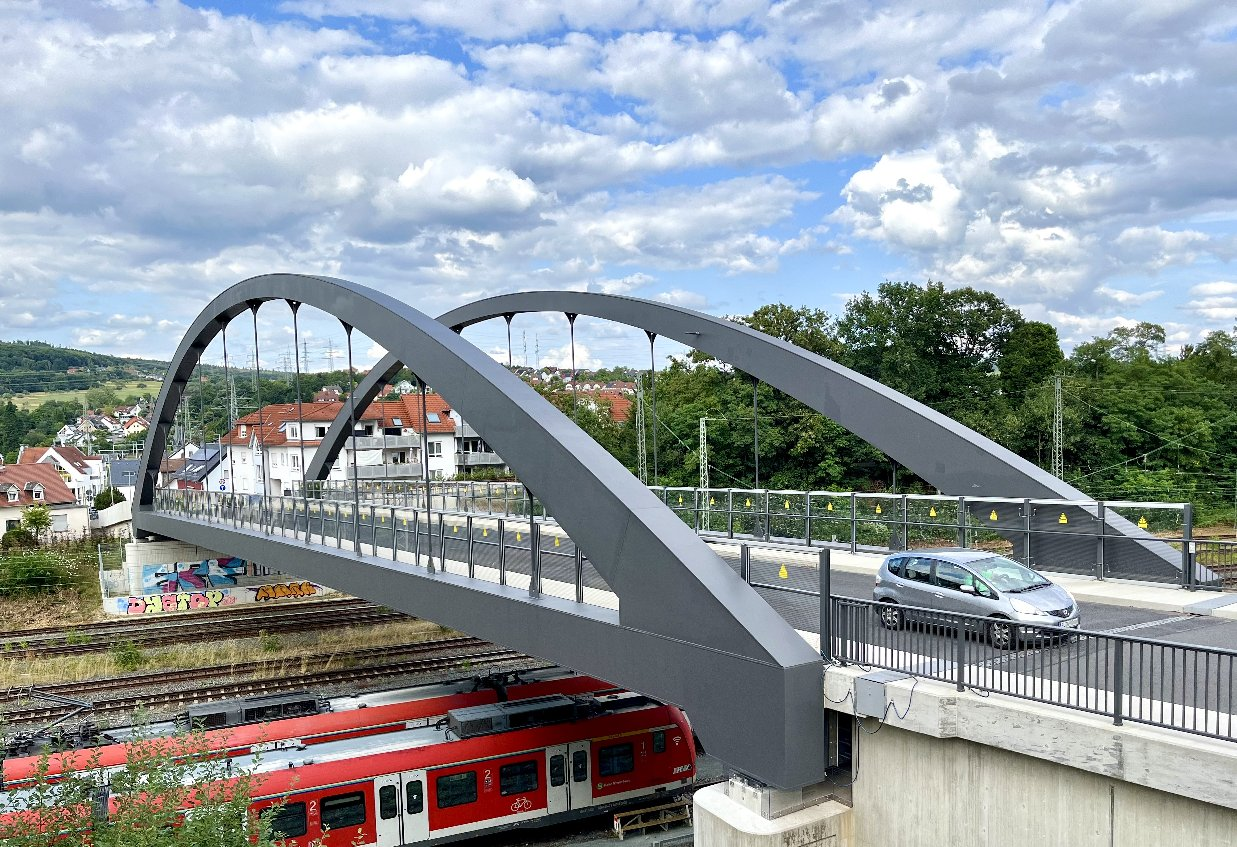
Hahnwaldbrücke bei Niedernhausen

Die Konstruktion besteht aus einer Kombination der Tragwirkung eines unten liegenden Balkens (Versteifungsträger) und eines darüber angeordneten schlanken Bogens, an dem der Balken mit Stäben angehängt ist. Der Bogen ist im Balken verankert, wodurch der Balken auch als Zugband wirkt. Die Anzahl der Hänger (Stäbe) bewegt sich im Regelfall zwischen 6 und 14, wobei aus ästhetischen Gründen meist eine gerade Anzahl bevorzugt wird.
Meist wird auf beiden Seiten der Fahrbahn je ein Bogen angeordnet, wobei die Seitenstabilität der parallelen Bögen im Regelfall durch stählerne Querverbindungen zwischen ihnen erhöht wird. Bei breiten Fahrbahnen sind aber auch drei Bögen möglich, bei der Donaubrücke Fischerdorf gibt es dagegen nur einen Bogen in Brückenmitte.
Für gleichmäßig verteilte Lasten ist der Langersche Balken durch die Bogentragwirkung eine sehr wirtschaftliche Konstruktion, ungleichmäßig verteilte Lasten bewirken vor allem Biegebeanspruchungen des Balkens. Der Langersche Balken wird meist bei größeren Stützweiten angewendet, bei denen die Höhendifferenz zwischen Fahrbahnoberkante und Konstruktionsunterkante möglichst klein sein soll. So hat der Bogen meist nur einen Stich zwischen einem Neuntel und einem Sechstel seiner Stützweite. Im Regelfall besteht ein Langerscher Balken aus Stahl.
Nachteilig an der Konstruktion ist, dass die Tragwirkung erst nach der Verbindung des Bogens mit dem Balken entsteht und die Brücke deshalb nicht im Freivorbau erstellt werden kann. Daher werden die Brücken heutzutage im Regelfall außerhalb der endgültigen Lage hergestellt und anschließend als weitgehend fertige Konstruktion eingehoben, eingeschoben oder – bei Flussbrücken – eingeschwommen, so dass der Verkehr an der Baustelle nur für kurze Zeit unterbrochen werden muss.
Mit 256 Meter Stützweite ist die Brücke der Solidarität in Duisburg die weitestgespannte Brücke dieser Konstruktionsart in Deutschland. Als erste in Deutschland gebaute große Stabbogenbrücke gilt die Eiderbrücke in Friedrichstadt, die 1916 fertiggestellt wurde.